# 哈德遜城市廣場15號

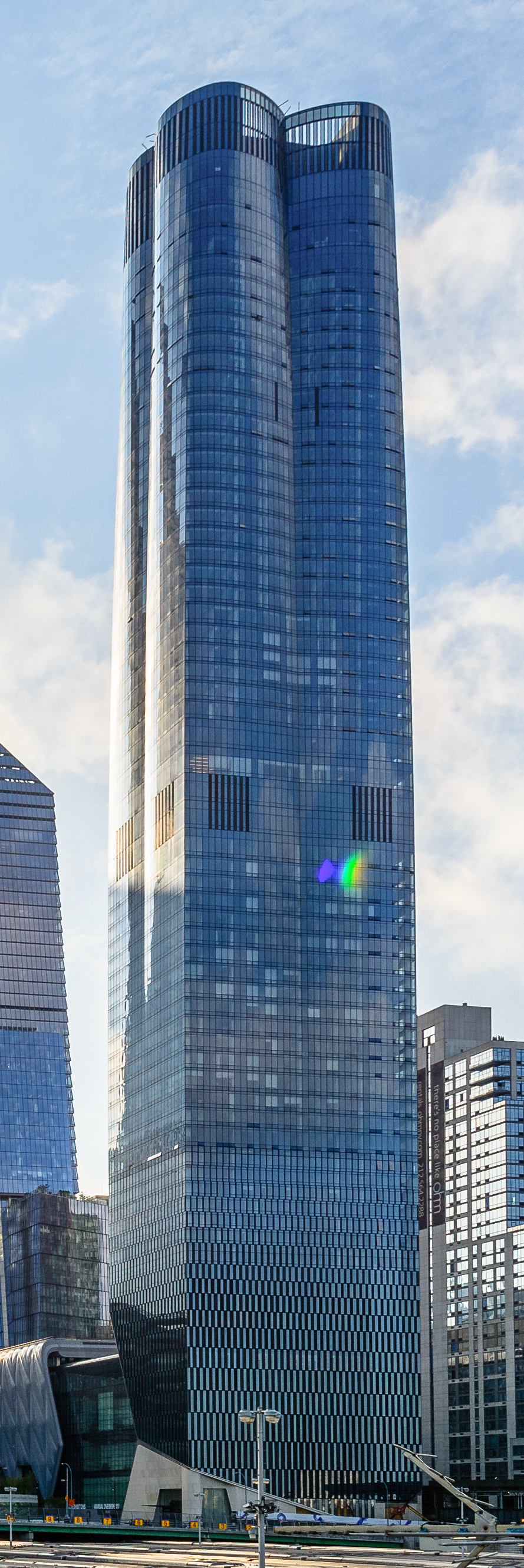

哈德遜城市廣場15號（15 Hudson Yards）是美國紐約市曼哈頓的一棟摩天住宅樓，竣工於2019年。這座建築位於雀兒喜附近。建築的設計者是Diller Scofidio + Renfro。

## 外部連結
- 维基共享资源上的相關多媒體資源：哈德遜城市廣場15號
- 官方网站
- Official Culture Shed website 的存檔，存档日期May 12, 2015，.
- New York City project website
- Related Companies project website